# آنا بولا بيلو
أنا بولا بيلو (بالبرتغالية: Ana Paula Rodrigues) مواليد 18 أكتوبر 1987 في مارانهاو، البرازيل، هي لاعبة كرة يد برازيلية تلعب كوسط مدافع. مثلت منتخب البرازيل لكرة اليد للسيدات. شاركت في دورة الألعاب الأولمبية الصيفية سنة 2008. حققت المركز الأول في بطولة العالم لكرة اليد للسيدات 2013.

## سجل المنافسة
شاركت في البطولات التالية:
- الألعاب الأولمبية الصيفية 2012
- الألعاب الأولمبية الصيفية 2016
- بطولة العالم لكرة اليد للسيدات 2013
- بطولة العالم لكرة اليد للسيدات 2015

## الميداليات
| الميدالية | المسابقة                            |
| --------- | ----------------------------------- |
| ذهبية     | بطولة العالم لكرة اليد للسيدات 2013 |
| ذهبية     | دورة الألعاب الأمريكية 2011         |
| ذهبية     | دورة الألعاب الأمريكية 2015         |

## وصلات خارجية
- آنا بولا بيلو على موقع الاتحاد الدولي لكرة اليد (الإنجليزية)
- آنا بولا بيلو على موقع الاتحاد الأوروبي لكرة اليد (الإنجليزية)
- آنا بولا بيلو على موقع اللجنة الأولمبية الدولية (الإنجليزية)
- آنا بولا بيلو على موقع أوليمبيديا (الإنجليزية)
- آنا بولا بيلو على موقع اللجنة الأولمبية البرازيلية (البرتغالية)